# Pirat's Sound Sistema
Pirat's Sound Sistema és un grup de música raggamuffin del barri barceloní de Sants format el 2002 com el primer sound system en català, amb el suport de dos plats, una taula de mesclar, bones bases de dancehall, un DJ i dos cantants. Les seves lletres es divideixen entre aquelles que desprenen un fort compromís polític i denúncia social i d'altres caracteritzades per un vessant més festiu que convida a moure el cos sense descans.

## Trajectòria
Format a Can Vies, i després de més de 200 concerts realitzats, Pirat's Sound Sistema s'estrenà discogràficament el 2005 amb l'àlbum Sants sistema. El disc comptà amb les col·laboracions de Xerramequ Tiquismiquis, Joan Garriga Carles Belda i Pau Llonch a la cançó «A cada somni».
Vol. II fou presentat a l'abril del 2007. En el seu segon disc continuaren aprofundint en la mescla de reggae i rap. En aquest disc, gravat als estudis La Ramona de Barcelona i compost per 11 cançons, els ritmes jamaicans serveixen de fons per a crear una barreja d'estils musicals amb el dancehall, el dub o el rocksteady. Comptà amb les col·laboracions de membres de bandes com ara Obrint Pas, Xerramequ Tiquismiquis i La Troba Kung-Fú, entre d'altres. La gira de presentació de Vol. II va estar centrada sobretot en les comarques dels Països Catalans, participant en festivals com l'Aplec dels Ports, el Rebrot i el Rock a la Mar.
Després de la marxa de Rodrigo Laviña i DJ Merey, i amb l'entrada de Pep Arimont a les veus i Sergi Brètol als plats, el disc Em bull la sang (2013) s'elaborà via micromecenatge a través de la plataforma Verkami i fou un recopilatori d'himnes generacionals amb músiques calentes, festives i ballables, a més de grans dosis de complicitat, lluita, amor i esperança. El grup tornà a cantar a la quotidianitat del carrer i dels barris, a la quotidianitat del jovent del segle xxi: una generació amb un present complicat però amb totes les ganes del món de viure, construir i decidir un futur just i millor.
Remena (2018) fou el quart disc de Pirat's Sound Sistema després de quinze anys de carrera i editat de nou amb la discogràfica manresana Propaganda pel fet!. El disc conserva l'essència que els ha definit des del inicis: grans dosis de reggae i ska que mantenen l'arrel jamaicana i que es complementen amb rítmiques que combinen els instruments orgànics i els sons digitals i electrònics. En aquest treball hi col·labora Juanra de KOP a la cançó «ACAB» i Tremenda Jauría a «Poemes i cançons», entre d'altres.
Després de quatre àlbums d'estudi, Pirat's Sound Sistema va incorporar una tercera vocalista, Serena, al seu cinquè treball, Bang bang! (2023). El disc compta amb les col·laboracions de Maluks i Yung Rovelló, i la coberta conté una il·lustració en què un marcià que ha vingut de vacances a la Terra se'n va fastiguejat després del que hi ha vist.

## Discografia
- Sants sistema. Propaganda pel fet!, 2005
- Vol. II. Propaganda pel fet!, 2007
- Em bull la sang. Propaganda pel fet!, 2013
- Remena. Propaganda pel fet!, 2018
- Reggae in pandèmia (EP, 2020)[11]
- Bang bang!. Propaganda pel fet!, 2023